# 沙普 (阿列省)
沙普（法語：Chappes，法語發音：[ʃap]）是法国阿列省的一个市镇，位于该省中西部，属于蒙吕松区。

## 地理
沙普（46°23'16"N, 2°55'36"E）面积18.6 平方千米，位于法国奥弗涅-罗讷-阿尔卑斯大区阿列省，该省份为法国中部省份，北起涅夫勒省、西北接谢尔省，西南至克勒兹省，南至多姆山省，东南临卢瓦尔省，东临索恩-卢瓦尔省。
与沙普接壤的市镇（或旧市镇、城区）包括：沙沃农、德谢斯、米拉、圣普列斯特昂米拉、圣索尔南、萨兹雷。

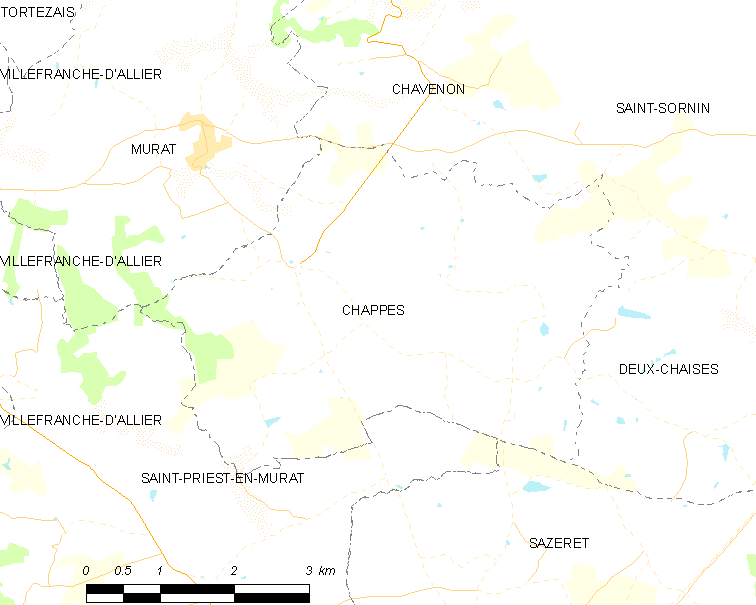
的OSM定位图

沙普的时区为UTC+01:00、UTC+02:00（夏令时）。

## 行政
沙普的邮政编码为03390，INSEE市镇编码为03058。

## 政治
沙普所属的省级选区为科芒特里县。

## 人口

1962-2008年间人口变化图示

沙普于2022年1月1日时的人口数量为231人。